# فرانسيسكو غوميز جوردانا
فرانسيسكو جوميز جوردانا (بالإسبانية: Francisco Gómez Jordana)‏ (7 يونيو 1852 - 18 نوفمبر 1918) كان رجلًا عسكريًا إسبانيًا، ومُفوضًا لإسبانيا في المغرب من عام 1915 حتَّى موته عام 1918. ومُصوِّرًا للملك الإسباني ألفونسو الثالث عشر. كان والدهُ سوسا الأول كوندي دي جوردانا، الذي شغل نفس المنصب في أواخر عشرينيات القرن العشرين وأوائل عام 1931.